# Financial products Markup Language
Die Financial products Markup Language (FpML) ist ein XML-basiertes Protokoll für  elektronischen Handel und Verarbeitung komplexer Finanzprodukte. Das Ziel ist, alle OTC-Derivate abbilden zu können.
FpML definiert, im Gegensatz zu ähnlichen Standards wie SWIFT oder FIX, weder Netzwerkstrukturen noch Transportmechanismen.

## Hintergrund
Der Handel mit OTC-Produkten wie Swaps hat sich seit Anfang der 1980er Jahre sprunghaft entwickelt. Da es jeweils nur zwei beteiligte Kontrahenten gibt, können die Eigenschaften des Geschäfts flexibel, aber auch unstandardisiert ausgehandelt werden. Diese Flexibilität verursacht in Verbindung mit den großen Handelsvolumina einen technologisch und personell aufwändigen Arbeitsablauf, der zudem fehleranfällig ist.
In den vergangenen Jahren wurden verschiedene Versuche unternommen, das Problem zu lösen. Keinem dieser Ansätze gelang es jedoch, die erforderliche kritische Masse an Marktteilnehmern anzuziehen.

## Versionsgeschichte
Die erstmalige Veröffentlichung des FpML-Standards erfolgte am 9. Juni 1999 durch JPMorgan und PricewaterhouseCoopers International in der Arbeit „Introducing FpML: A New Standard for E-commerce“. Am 14. November 2001 wurde die Weiterentwicklung von FpML einem ISDA-Komitee übertragen.
Die aktuelle Version FpML 4.1 wurde im Juli 2005 publiziert. Berücksichtigt werden damit unter anderem FX-Geschäfte, Zinsswaps, Credit Default Swaps, Total Return Swaps und Swaptions. Enthaltene Geschäftsprozesse sind: Handel, Bewertung, Konfirmation, Assignment, Aufstockung, Amendment und Termination.
Derzeit wird an Version 4.2 gearbeitet. Aufgenommen werden sollen unter anderem die Instrumente Inflation Swap und Asset-Swap sowie die Geschäftsprozesse zum Einsatz der Produktionsfaktoren, zur Standpunktanalyse und die formale Definition der Rollen von beteiligten Parteien.